# Hermansyah Muchlis
Hermansyah Muchlis (sinh ngày 15 tháng 4 năm 1992) là một cầu thủ bóng đá người Indonesia hiện tại thi đấu cho Pusamania Borneo.